# Vicente Barberá Villegas
Vicente Barberá Villegas (? - Madrid, 1886) fue un abogado y político español del siglo XIX. Fue elegido concejal del Ayuntamiento de Valencia en las listas del Partido Democrático. Apoyó la revolución de 1868 y en 1870 volvió a ser regidor por el Partido Republicano Democrático Federal, con el que fue elegido diputado a Cortes por Liria en las elecciones generales españolas de agosto de 1872 y 1873, en estas formando parte del sector más intransigente del republicanismo. También fue alcalde de Valencia de 1870 a 1872.